# امینسکو ۹۴۹۵
سیارک ۹۴۹۵ (به انگلیسی: 9495 Eminescu، نامگذاری:4177T-1) نه هزار و چهارصد و نود و پنجمین سیارک کشف شده‌است که در ۲۶ مارس ۱۹۷۱ کشف شد.
قدر مطلق سیارک برابر ۱۴٫۷۰ است.